# روبرت بادهام
روبرت بادهام هو سياسي أمريكي، ولد في 9 يونيو 1929 في لوس أنجلوس في الولايات المتحدة، وتوفي في 21 أكتوبر 2005 في شاطئ نيوبورت في الولايات المتحدة بسبب نوبة قلبية. نشط حزبياً في الحزب الجمهوري. وقد انتخب عضو جمعية ولاية كاليفورنيا ‏ وانتخب عضو مجلس النواب الأمريكي ‏.